# Nils Trossen
Nils Trossen (* 9. Juni 1970) ist ein deutscher Jurist. Er ist seit dem 1. Oktober 2013 Richter am Bundesfinanzhof.

## Leben und Wirken
Trossen trat nach Abschluss seiner juristischen Ausbildung 1998 in den höheren Dienst der Finanzverwaltung des Landes Nordrhein-Westfalen ein. 1999 wurde er zum Dr. jur. promoviert. 2003 absolvierte er die Steuerberaterprüfung. Trossen war mehrere Jahre als Sachgebietsleiter an einem Finanzamt und als Referent für Einkommensteuer in der Oberfinanzdirektion Düsseldorf tätig. 2002 wechselte er als Richter an das Finanzgericht Düsseldorf. Während dieser Tätigkeit war er dreieinhalb Jahre als wissenschaftlicher Mitarbeiter an das Bundesverfassungsgericht abgeordnet.
Das Präsidium des Bundesfinanzhofs wies Trossen dem IX. Senat zu, der im Wesentlichen für die Besteuerung von Einkünften aus Vermietung und Verpachtung, aus der Veräußerung von Anteilen an Kapitalanteilen sowie der Besteuerung von sonstigen Einkünften zuständig ist.